# АЭС Дукованы
АЭС «Дукованы» — атомная электростанция (АЭС), расположенная приблизительно в 30 километрах на юго-восток от Тршебича на западе Моравии, между деревнями Дукованы, Славетице, Роухованы; первая атомная электростанция, построенная в Чехии.  
В 2013 году произвела 20 % потребляемой Чехией электрической энергии.
В 1970 году между Чехословакией и Советским Союзом был заключён контракт, предусматривавший строительство двух атомных электростанций. В 1974 году началось строительства АЭС «Дукованы». В период с 1985 по 1987 годы были введены в эксплуатацию 4 энергоблока станции. Для строительства АЭС были перемещены три деревни, на территории которых она построена. На территории АЭС также находится солнечная электростанция. Предполагалось также строительство ветряной электростанции, но жители окрестностей были категорически против. Для потребностей АЭС «Дукованы» на реке Йиглава было построено водохранилище Далешице. Входит в пятерку безопасных электростанций своего типа в мире и два раза окупила свое строительство.
АЭС «Дукованы» принадлежит и управляется компанией ČEZ Group. В настоящее время ČEZ Group проводит тендер на строительство пятого энергоблока.

## Описание станции
АЭС «Дукованы» включает в себя четыре энергоблока, на которых установлены реакторные установки типа ВВЭР-440 В-213.
В 2005 году была проведена модернизация энергоблока № 3, в результате которой электрическая мощность энергоблока была увеличена до 456 МВт. В 2007 году аналогичная операция по подъёму мощности была проведена на энергоблоках № 1 и 4. В 2009 году электрическая мощность энергоблока № 3 была снова увеличена до 500 МВт.
Планируется, что один энергоблок будет выведен из эксплуатации после 2036, с достройкой нового реактора. Оставшиеся три будут работать до 2045–2047 годов.
На территории промплощадки станции расположены 8 испарительных градирен, высотой 125 метров каждая.

## Развитие
В 2012 году создана рабочая группа, которая будет заниматься возможным строительством пятого реактора на 1,2 ГВт. 9 марта 2016 было решено провести местный референдум, касающийся строительства пятого блока, а также строительства глубокого хранилища ядерных отходов. 
В марте 2016 была продлена лицензия первого энергоблока, в 2025 году должна быть следующая проверка (лицензия выдается на 10 лет). 
В июле 2016 ČEZ передала Министерству окружающей среды документы EIA (оценка воздействия на окружающую среду), которая необходима для запусков дополнительных блоков. 
В сентябре 2016 года австрийские активисты собрали 63 680 подписи против строительства нового энергоблока.
Новый реактор планируется запустить в 2036 году, возможное начало строительство планируется на 2030 год. Стоимость контракта оценивается в 162 млрд крон (примерно €6 млрд).
К участию в строительстве проявляли интерес российский «Росатом», китайская CGN (China General Nuclear Power), американо-канадская Westinghouse, французская EDF и южнокорейская KHNP. 
В марте 2021 чешские власти исключили из тендера китайскую корпорацию по рекомендации спецслужб. 
В апреля 2021 власти Чехии на фоне российско-чешского политического кризиса исключили «Росатом» из числа претендентов на строительство нового энергоблока, госкорпорация не сможет выступить даже в качестве субподрядчика
В мае 2023 года три зарубежные фирмы (Westinghouse, EDF, KHNP), являющиеся участниками тендера на строительство нового энергоблока на АЭС "Дукованы", были приглашены к подаче окончательных вариантов проекта; ещё две фирмы, подавшие заявки на участие в тендере, российский "Росатом" и китайская CGN в 2021 году были исключены из конкурса, как было объявлено правительством, по соображениям безопасности.

## Энергоблоки
| Энергоблок | Тип реакторов | Мощность | Мощность | Начало строительства | Подключение к сети | Ввод в эксплуатацию | Закрытие |
| Энергоблок | Тип реакторов | Чистый   | Брутто   | Начало строительства | Подключение к сети | Ввод в эксплуатацию | Закрытие |
| ---------- | ------------- | -------- | -------- | -------------------- | ------------------ | ------------------- | -------- |
| Дукованы-1 | ВВЭР-440/213  | 471 МВт  | 505 МВт  | 01.01.1979           | 24.02.1985         | 03.05.1985          |          |
| Дукованы-2 | ВВЭР-440/213  | 471 МВт  | 505 МВт  | 01.01.1979           | 30.01.1986         | 21.03.1986          |          |
| Дукованы-3 | ВВЭР-440/213  | 471 МВт  | 505 МВт  | 01.03.1979           | 14.11.1986         | 20.12.1986          |          |
| Дукованы-4 | ВВЭР-440/213  | 471 МВт  | 505 МВт  | 01.03.1979           | 11.06.1987         | 19.07.1987          |          |